# ريان غامبل
ريان غامبل (بالإنجليزية: Ryan Gamble)‏ هو لاعب كرة قدم أسترالية أسترالي، ولد في 23 سبتمبر 1987 في Millicent, South Australia ‏ في أستراليا.

## وصلات خارجية
- ريان غامبل على موقع AustralianFootball.com (الإنجليزية)
- ريان غامبل على موقع AFLtables.com (الإنجليزية)